# Centaurea praecox
Centaurea praecox — вид квіткових рослин родини айстрових (Asteraceae). Ареал: Бенін, Буркіна-Фасо, Бурунді, Камерун, Центральноафриканська Республіка, Чад, Еритрея, Ефіопія, Гана, Гвінея, Кот-д'Івуар, Кенія, Малаві, Малі, Нігер, Нігерія, Судан, Танзанія, Того, Уганда, Замбія, Заїр, Зімбабве.
Низькоросла трав'яниста рослина зі стеблами, що виростають з великого розгалуженого м'якого дерев'яного кореневища. Листки майже сидячі, здебільшого 3–4 × 0,5–1,4 см. Квіткові голови з'являються перед новим листям або разом із ним, від 1 до багатьох, розташовані трохи вище рівня землі, поодинокі та кінцеві на коротких стеблах.